# Astrouski Pierawoz
Astrouski Pierawoz (biał. Астроўскі Перавоз; ros. Островской Перевоз, Ostrowskoj Pieriewoz) – wieś na Białorusi, w obwodzie mińskim, w rejonie berezyńskim, w sielsowiecie Bahuszewiczy. W 2009 roku liczyła 36 mieszkańców.